# Beauty Behind the Madness
Beauty Behind the Madness – drugi studyjny album kanadyjskiego piosenkarza The Weeknda. Wydawnictwo ukazało się 28 sierpnia 2015 roku nakładem wytwórni muzycznej XO w kooperacji z Republic Records.
Nagrania w Polsce uzyskały status platynowej płyty.

## Lista utworów
Opracowano na podstawie materiału źródłowego.
| Nr  | Tytuł utworu                       | Autorzy | Produkcja                                                      | Długość |
| --- | ---------------------------------- | --- | -------------------------------------------------------------- | ------- |
| 1.  | „Real life”                        | Abel Tesfaye, Stephan Moccio, Jason Quenneville                                                                       | The Weeknd, Moccio, Quenneville                                | 3:43    |
| 2.  | „Losers” (feat. Labrinth)          | Abel Tesfaye, Timothy Mckenzie & Carlo Montagnese                                                                     | The Weeknd, Illangelo, Labrinth                                | 4:41    |
| 3.  | „Tell Your Friends”                | Abel Tesfaye, Robert Holmes, Christopher Pope, Carl Marshall, Carlo Montagnese & Kanye West                           | Illangelo, Kanye West, Che Pope, Mike Dean                     | 5:34    |
| 4.  | „Often”                            | Abel Tesfaye, Jason Quenneville, Ahmad Balshe, Danny Schofield, Sabahattin Ali, Ben Diehl, Ali Kocatepe & Osman İşmen | The Weeknd, Billions, Quenneville                              | 4:09    |
| 5.  | „The Hills”                        | Abel Tesfaye, Carlo Montagnese, Emmanuel Nickerson & Ahmad Balshe                                                     | Mano, Illangelo                                                | 4:02    |
| 6.  | „Acquainted”                       | Abel Tesfaye, Jason Quenneville, Danny Schofield, Carlo Montagnese & Ben Diehl                                        | The Weeknd, Illangelo, Billions, Quenneville, Danny Boy Styles | 5:48    |
| 7.  | „Can't Feel My Face”               | Abel Tesfaye, Savan Kotecha, Max Martin, Ali Payami & Peter Svensson                                                  | Martin, Payami                                                 | 3:33    |
| 8.  | „Shameless”                        | Abel Tesfaye, Peter Svensson, Savan Kotecha, Ali Payami & Ahmad Balshe                                                | Martin, Payami, Svensson, The Weeknd                           | 4:13    |
| 9.  | „Earned It” (Fifty Shades of Grey) | Abel Tesfaye, Jason Quenneville, Stephan Moccio & Ahmad Balshe                                                        | Moccio, Quenneville                                            | 4:37    |
| 10. | „In the Night”                     | Abel Tesfaye, Max Martin, Ali Payami, Savan Kotecha, Ahmad Balshe & Peter Svensson                                    | The Weeknd, Martin, Payami                                     | 3:55    |
| 11. | „As You Are”                       | Abel Tesfaye, Jason Quenneville, Carlo Montagnese, Ahmad Balshe & Danny Schofield                                     | The Weeknd, Illangelo, Quenneville, Danny Boy Styles           | 5:40    |
| 12. | „Dark Times” (feat. Ed Sheeran)    | Abel Tesfaye, Jason Quenneville & Ed Sheeran                                                                          | Illangelo                                                      | 4:20    |
| 13. | „Prisoner” (feat. Lana Del Rey)    | Abel Tesfaye, Carlo Montagnese & Lana Del Rey                                                                         | The Weeknd, Illangelo                                          | 4:34    |
| 14. | „Angel”                            | Abel Tesfaye, Danny Schofield, Stephan Moccio & Ben Diehl                                                             | The Weeknd, Moccio, Danny Boy Styles                           | 6:17    |
|     |                                    | |                                                                | 1:05:06 |

## Twórcy
Opracowano na podstawie materiału źródłowego.
| - Paul Bicknell - gitara basowa - Mattias Johnson - skrzypce - Joshua Smith - inżynieria dźwięku - Brandon "Bizzy" Hollemon - gitara - Dave Kutch - mastering - Ed Sheeran - gościnnie wokal - Lana Del Rey - gościnnie wokal - Vinnie Colaiuta - instrumenty perkusyjne - Maty Noyes - wokal wspierający - Paul Bushnell - gitara basowa - Peter Carlsson - edycja cyfrowa - Jason Quenneville - produkcja, programowanie - Dave Reitzas - miksowanie, programowanie - Kanye West - gościnnie wokal, produkcja - Jonathan Martin Berry - gitara, gitara basowa - Klas Åhlund - syntezator gitarowy - Max Martin - produkcja, programowanie |  | - Mano, The Pope, Mike Dean, Ben Billions, Dannyboystyles - produkcja - Vanessa Freebairn-Smith, David Bukovinszky - wiolonczela - Jean-Marie Horvat, Andy Barnes, Greg Eliason, Serban Ghenea - miksowanie - Jay Paul Bicknell - realizacja nagrań, inżynieria dźwięku, instrumenty klawiszowe, programowanie - Abel "The Weeknd" Tesfaye - produkcja, programowanie, aranżacje, wokal prowadzący, wokal wspierający - Stephan Moccio - produkcja, programowanie, fortepian, fortepian, wokal wspierający, instrumenty klawiszowe - Carlo "Illangelo" Montagnese - produkcja, miksowanie, realizacja nagrań, inżynieria dźwięku - Labrinth - produkcja, gościnnie wokal, programowanie, instrumentacja - Jason "Daheala" Quenneville - realizacja nagrań, inżynieria dźwięku, produkcja - Noah Goldstein, Sam Holland - realizacja nagrań, inżynieria dźwięku - Peter Svensson - gitara, instrumenty klawiszowe, produkcja - Ali Payami - programowanie, perkusja, instrumenty klawiszowe, gitara basowa, produkcja - Cory Bice, Kyle Gaffney, Evin O'Cleary, Jeremy Lertola, John Hanes - inżynieria dźwięku - Edie Lehmann Boddicker - kierownik chóru - Mattias Bylund - aranżacja smyczków, realizacja nagrań, edycja cyfrowa - Aria Gunn, Christopher Bradford, Claira Titman, Elle Moccio, Emily Titman, Joe Matthews, Karissa Lee, Levi Gunn, Micah Lee, Shane Lee, Zola Odessa - chór dziecięcy |

## Notowania i certyfikaty
| Lista przebojów (2015)              | Najwyższa pozycja |
| ----------------------------------- | ----------------- |
| Australia (ARIA Charts)             | 1                 |
| Austria (Ö3 Austria Top 40)         | 7                 |
| Belgia (Ultratop Flandria)          | 2                 |
| Belgia (Ultratop Walonia)           | 10                |
| Czechy (ČNS IFPI)                   | 45                |
| Dania (Album Top-40)                | 2                 |
| Finlandia (Suomen virallinen lista) | 12                |
| Francja (SNEP)                      | 6                 |
| Hiszpania (PROMUSICAE)              | 23                |
| Holandia (MegaCharts)               | 2                 |
| Irlandia (IRMA)                     | 2                 |
| Japonia (Oricon)                    | 37                |
| Kanada (Billboard Canadian Albums)  | 1                 |
| Korea Południowa (Gaon)             | 60                |
| Niemcy (Media Control Charts)       | 7                 |
| Norwegia (VG-Lista)                 | 1                 |
| Nowa Zelandia (Recorded Music NZ)   | 2                 |
| Polska (OLiS)                       | 21                |
| Portugalia (AFP)                    | 7                 |
| Stany Zjednoczone (Billboard 200)   | 1                 |
| Szwajcaria (Alben Top 100)          | 4                 |
| Szwecja (Sverigetopplistan)         | 1                 |
| Wielka Brytania (OCC)               | 1                 |
| Włochy (FIMI)                       | 21                |

| Kraj                     | Certyfikat         | Sprzedaż   |
| ------------------------ | ------------------ | ---------- |
| Australia (ARIA)         | 2x Platynowa płyta | 140 000+   |
| Austria (IFPI Austria)   | Złota płyta        | 7 500+     |
| Dania (IFPI Dania)       | 3x Platynowa płyta | 60 000+    |
| Kanada (Music Canada)    | 5x Platynowa płyta | 400 000+   |
| Meksyk (AMPROFON)        | Platynowa płyta    | 90 000+    |
| Niemcy (BVMI)            | Złota płyta        | 100 000+   |
| Norwegia (IFPI Norway)   | Złota płyta        | 15 000+    |
| Polska (ZPAV)            | Platynowa płyta    | 20 000+    |
| Singapur (RIAS)          | Złota płyta        | 5 000+     |
| Stany Zjednoczone (RIAA) | 4x Platynowa płyta | 4 000 000+ |
| Szwecja (GLF)            | Platynowa płyta    | 40 000+    |
| Wielka Brytania (BPI)    | 2x Platynowa płyta | 600 000+   |